# Принцип Белла — Еванса — Поляні (БЕП)
Белла — Еванса — Поляні (БЕП) (рос. принцип Белла — Эванса — Поляни (БЭП), англ. Bell — Evans — Polanyi principle (BEP), Bell–Evans–Polanyi principle, Brønsted–Evans–Polanyi principle, or Evans–Polanyi-Semenov principle)
Для групи подібних реакцій (реакційних серій) спостерігається пропорційність між зміною енергії активації ΔEa та зміною теплового ефекту хімічних реакцій ΔHr:
ΔEa = βΔΔHr
Величина емпіричного коефіцієнта β залежить від типу реакцій. Наслідком принципу БЕП є лінійна залежність між енергією активації (Ea) та ентальпією реакції (ΔHf):
Ea = A + BΔHf
Український хімік Опейда Й.О. поєднав принцип  Бела-Еванса-Поляні та теорію Фукуї К. Цей підхід має особливе значення для розуміння механізму каталізу радикальних реакцій. Досягнення в цій області відзначені в 1993 р. Державною премією України в галузі науки і техніки, яка присуджена Опейді Й.О. за результати, одержані при дослідженні високореактивних інтермедіатів у органічних реакціях.  